# Мезон
Мезон (на гръцки μέσος -среден) е силновзаимодействащ бозон или адрон с цял спин. В стандартния модел мезоните не са елементарни частици, а съставни частици с четно число кварки и антикварки.
През 1949 година Хидеки Юкава получава Нобеловата награда за физика за предсказването на съществуването на мезона. Неговата маса е между тази на електрона и протона. Пионът е първият експериментално установен мезон.